# 521
Năm 521 là một năm trong lịch Julius.